# Mecynarcha apicalis
Mecynarcha apicalis är en fjärilsart som beskrevs av George Francis Hampson 1898. Mecynarcha apicalis ingår i släktet Mecynarcha och familjen Crambidae. Inga underarter finns listade i Catalogue of Life.